# مروژان سیمونیان
مروژان هاملتی سیمونیان (ارمنی: Մերուժան Համլետի Սիմոնյան؛ زادهٔ ۴ سپتامبر ۱۹۶۳) یک سیاستمدار اهل ارمنستان است که از تاریخ ۲۰۱۷ تا تاریخ ۲۰۱۸ سمت نمایندگی دوره ششم مجلس ملی جمهوری ارمنستان را برعهده داشت.

## زندگی‌نامه
در ۴ سپتامبر ۱۹۶۳ در ووغجی به دنیا آمد و از en:Armenian National Agrarian University فارغ‌التحصیل شد. 